# Alfonso de Aguilar
Alfonso de Aguilar, per esteso Alfonso Aguilar Fernández de Córdoba (Montilla, 21 settembre 1653 – Madrid, 19 settembre 1699), è stato un cardinale spagnolo.
Era il secondo figlio del V duca di Feria e marchese di Priego Luis Fernández de Córdoba y Enríquez de Ribera, e di Mariana Fernández de Córdoba.

## Biografia
Studiò nel Collegio Maggiore di Cuenca a Salamanca e poi nell'Università della stessa città.
Divenne canonico nelle cattedrali di Cordova e di Toledo.
Nel 1676 re Carlo II di Spagna lo insignì dell'Ordine militare di Alcántara creandolo Cavaliere dell'Ordine.
Fu elevato al rango di cardinale presbitero nel concistoro del 1697 da papa Innocenzo XII ma non è noto il titolo cardinalizio assegnatogli. Il 5 settembre 1699 fu nominato Inquisitore generale della Spagna, carica che occupò tuttavia solo per due settimane.